# 首爾地鐵9號線
首爾地鐵9號線（：／ Seoul Jihacheol Guhoseon */?）是一條位於韓國首爾特別市的地鐵路線，隸屬於首都圈電鐵系統。路線起自江西區開花站、終至江東區中央報勳醫院站，全長40.9公里，沿線共設38個車站，由首尔市地铁9号线與首尔交通公社共同營運。全線分成四個階段施工，第一期工程於2009年開通，第二期工程於2015年開通，第三期工程亦於2018年底開通，目前僅剩第四期工程尚未完工。另外，首爾地鐵9號線也是首尔地下铁中，唯一擁有急行列車行駛的路線。

## 路線資料
- 路線總長：40.9公里
- 軌間距離：1,435mm（標準軌）
- 站數：38
- 複線區間：全線
- 電化區間：全線（直流電1500V・高架電車線）
- 閉塞方式：ATC・ATO
- 車輛基地：金浦车辆基地
- 營運管理：第1階段（開花站－新論峴站）：首尔市地铁9号线；第2、3階段（彥州站－中央報勳醫院站）：首尔交通公社

## 歷史
- 2009年7月24日：第1階段區間（開花站－新論峴站）通車。
- 2014年5月24日：麻谷渡口站開通。
- 2015年3月28日：第2階段區間（新論峴站－綜合運動場站）通車。
- 2015年10月31日：鷺梁津站轉乘通道完工，改以站內轉乘。
- 2017年12月30日：開始以六節車廂為一列編組。
- 2018年5月25日：第4階段延伸線計畫通過可行性研究審查。[1]
- 2018年8月1日：第4階段延伸線計畫項目獲核定。[2]
- 2018年10月7日：第3階段區間（綜合運動場站－中央報勳醫院站）開放試營運。
- 2018年12月1日：第3階段區間通車。
- 2021年9月17日：江东河南南杨州延伸線計畫通過可行性研究審查。
- 2024年3月：江东河南南杨州延伸線启动居民提议，预计将于年内开工，2030年通车。

## 車站列表
- 「●」：急行列車停靠車站。
- 「│」：急行列車不停靠通過的車站。

| 車站編號 | 中文站名                      | 韓文站名       | 英文站名                       | 急行   | 接續路線                                                           | 站間距離 | 累積距離 | 所在地     | 所在地   |
| -------- | ----------------------------- | -------------- | ------------------------------ | ------ | ------------------------------------------------------------------ | -------- | -------- | ---------- | -------- |
| 901      | 開花                          |                |                                | 未運行 |                                                                    | 0.0      | 0.0      | 首爾特別市 | 江西區   |
| 902      | 金浦機場                      |                |                                | ●      | ●首都圈電鐵5號線 ●仁川國際機場鐵道 ●金浦都市鐵道 ●首都圈電鐵西海線 | 3.6      | 3.6      | 首爾特別市 | 江西區   |
| 903      | 機場市場                      |                |                                | │      |                                                                    | 0.8      | 4.4      | 首爾特別市 | 江西區   |
| 904      | 新傍花                        |                |                                | │      |                                                                    | 0.8      | 5.2      | 首爾特別市 | 江西區   |
| 905      | 麻谷渡口 （首爾植物園）       | （서울식물원） |                                | ●      | ●仁川國際機場鐵道                                                  | 0.9      | 6.1      | 首爾特別市 | 江西區   |
| 906      | 陽川鄉校                      |                |                                | │      |                                                                    | 1.4      | 7.5      | 首爾特別市 | 江西區   |
| 907      | 加陽                          |                |                                | ●      |                                                                    | 1.3      | 8.8      | 首爾特別市 | 江西區   |
| 908      | 曾米                          |                |                                | │      |                                                                    | 0.7      | 9.5      | 首爾特別市 | 江西區   |
| 909      | 登村                          |                |                                | │      |                                                                    | 1.0      | 10.5     | 首爾特別市 | 江西區   |
| 910      | 鹽倉                          |                |                                | ●      |                                                                    | 0.9      | 11.4     | 首爾特別市 | 江西區   |
| 911      | 新木洞                        |                |                                | │      |                                                                    | 0.9      | 12.3     | 首爾特別市 | 陽川區   |
| 912      | 仙遊島                        |                |                                | │      |                                                                    | 1.2      | 13.5     | 首爾特別市 | 永登浦區 |
| 913      | 堂山                          |                |                                | ●      | ●首爾地鐵2號線                                                     | 1.0      | 14.5     | 首爾特別市 | 永登浦區 |
| 914      | 國會議事堂 （韓國產業銀行）   |                | （KDB Bank）                   | │      |                                                                    | 1.5      | 16.0     | 首爾特別市 | 永登浦區 |
| 915      | 汝矣島 （新韓投資證券）       |                | （Shinhan Securities）         | ●      | ●首都圈電鐵5號線                                                   | 0.9      | 16.9     | 首爾特別市 | 永登浦區 |
| 916      | 赛江 （KB金融城）             | （KB금융타운） |                                | │      | ●首爾輕電鐵新林線                                                  | 0.8      | 17.7     | 首爾特別市 | 永登浦區 |
| 917      | 鷺梁津                        |                |                                | ●      | ●首都圈電鐵1號線                                                   | 1.2      | 18.9     | 首爾特別市 | 銅雀區   |
| 918      | 鷺得                          |                |                                | │      |                                                                    | 1.1      | 20.0     | 首爾特別市 | 銅雀區   |
| 919      | 黑石 （中央大學）             |                |                                | │      |                                                                    | 1.1      | 21.1     | 首爾特別市 | 銅雀區   |
| 920      | 銅雀 （顯忠院）               |                | （Seoul National Cemetery）    | ●      | ●首都圈电铁4号线                                                   | 1.4      | 22.5     | 首爾特別市 | 銅雀區   |
| 921      | 舊盤浦                        |                |                                | │      |                                                                    | 1.0      | 23.5     | 首爾特別市 | 瑞草區   |
| 922      | 新盤浦                        |                |                                | │      |                                                                    | 0.7      | 24.2     | 首爾特別市 | 瑞草區   |
| 923      | 高速巴士客运站                |                |                                | ●      | ●首都圈電鐵3號線 ●首爾地鐵7號線                                    | 0.8      | 25.0     | 首爾特別市 | 瑞草區   |
| 924      | 砂平                          |                |                                | │      |                                                                    | 1.1      | 26.1     | 首爾特別市 | 瑞草區   |
| 925      | 新論峴                        |                |                                | ●      | ●新盆唐線                                                          | 0.9      | 27.0     | 首爾特別市 | 江南區   |
| 926      | 彥州 （江南車醫院）           |                |                                | │      |                                                                    | 0.8      | 27.8     | 首爾特別市 | 江南區   |
| 927      | 宣靖陵                        |                |                                | ●      | ●首都圈電鐵水仁·盆唐線                                             | 0.9      | 28.7     | 首爾特別市 | 江南區   |
| 928      | 三成中央                      |                |                                | │      |                                                                    | 0.8      | 29.5     | 首爾特別市 | 江南區   |
| 929      | 奉恩寺                        |                |                                | ●      |                                                                    | 0.8      | 30.3     | 首爾特別市 | 江南區   |
| 930      | 綜合運動場                    |                |                                | ●      | ●首爾地鐵2號線                                                     | 1.4      | 31.7     | 首爾特別市 | 松坡區   |
| 931      | 三田                          |                |                                | │      |                                                                    | 1.4      | 33.1     | 首爾特別市 | 松坡區   |
| 932      | 石村古墳                      |                |                                | │      |                                                                    | 0.8      | 33.9     | 首爾特別市 | 松坡區   |
| 933      | 石村 （韓首醫院）             |                |                                | ●      | ●首爾地鐵8號線                                                     | 1.0      | 34.9     | 首爾特別市 | 松坡區   |
| 934      | 松坡渡口                      |                |                                | │      |                                                                    | 0.8      | 35.7     | 首爾特別市 | 松坡區   |
| 935      | 漢城百濟                      |                |                                | │      |                                                                    | 0.8      | 36.5     | 首爾特別市 | 松坡區   |
| 936      | 奧林匹克公園 （韓國體育大學） | （한국체대）   | （Korea National Sport Univ.） | ●      | ●首都圈電鐵5號線馬川支線                                           | 1.4      | 37.9     | 首爾特別市 | 松坡區   |
| 937      | 遁村五輪                      |                |                                | │      |                                                                    | 1.0      | 38.9     | 首爾特別市 | 江東區   |
| 938      | 中央報勳醫院                  |                |                                | ●      |                                                                    | 1.7      | 40.6     | 首爾特別市 | 江東區   |

## 换乘站

### 已投入服務
- 金浦机场站：和仁川国际机场铁道实行同向跨月台换乘（反方向需上下一层），并预留机场铁道和9号线贯通运营的条件（貫通通道未架設電纜，通車後因兼顧直交流供電方式差異而將設有中性區）；换乘5号线需要使用来往两个不同方向的联络短通道进行换乘，B2往傍花方向，B3往市区方向；换乘金浦黄金线轻轨需要经B2层大堂换乘；换乘西海线则需经长通道换乘，并搭配自动人行步道。
- 麻谷渡口站：换乘仁川国际机场铁道。两线站台分离设置，为大堂通道换乘。
- 堂山站：换乘2号线。2号线为高架车站，9号线建设时对2号线车站做出改造，通过超长电扶梯直接连接9号线大堂和2号线站台，为大堂换乘。
- 汝矣岛站：换乘5号线。5号线建设时做出了预留，为换乘层节点换乘。
- 赛江站：换乘轻轨新林线。9号线建设时未作预留，需要返回大堂经联络短通道换乘。
- 鹭梁津站：换乘1号线。由于换乘扩展部分建设进度滞后，在2015年10月31日以前，本站为虚拟换乘。2015年10月31日换乘通道完工，实现站内不出站换乘，换乘距离大幅缩短（换乘通道为9号线大堂扩展部分）。
- 铜雀站：换乘4号线。4号线为高架车站且距离9号线车站较远，为大堂长通道换乘，并搭配自动人行步道。
- 高速巴士客运站站：换乘3号线需要经9号线缓冲层返回大堂换乘，换乘7号线更需横穿3号线大堂。值得一提的是，虽然7号线为2期线路，但建设时未做预留，原因不明，结果为9号线部分的建设造成了众多难题。
- 新论岘站：换乘新盆唐线。9号线建设时仅预留换乘通道，为站台间通道换乘。
- 宣靖陵站：换乘盆唐线。盆唐线建设时已同步建设9号线部分，为换乘层节点换乘。
- 综合运动场站：换乘2号线。2号线建设时未作预留，需返回大堂经通道换乘。
- 石村站：换乘8号线。8号线建设时做出了预留，为站台间节点换乘。但是，换乘牡丹方向的步行距离略长。
- 奥林匹克公园站：换乘5号线（马川支线）。5号线建设时仅预留大堂换乘的条件，需返回共用大堂换乘。但是，如果换乘马川方向，可经缓冲层直接进入马川方向站台。

### 將擴建
- 堂山站：换乘轻轨木洞线。木洞线为远期规划线路，9号线未作预留。
- 汝矣岛站：换乘新安山线和首都圈广域急行铁路B线。5号线建设时未做预留，换乘方式未知。
- 鹭梁津站：换乘轻轨西部线。西部线为远期规划线路，9号线未作预留。
- 奉恩寺站：换乘轻轨慰礼新沙线，首都圈广域急行铁路，以及经急行铁路车站前往三成站换乘2号线（目前两站完全不相通，换乘须出站绕行COEX商场，且需重新付费）。9号线建设时未作预留，但本站和三成站已被纳入“永东大道综合换乘中心”项目，两座地铁车站将会通过联络长通道接入换乘中心换乘急行铁路，而轻轨由于换乘中心规划更改，换乘方式未知。另外，奉恩寺站亦有SRT，KTX停靠构想，车站亦会位于换乘中心。

### 四期
- 高德站：换乘5号线（上一洞，河南支线）。5号线建设时未作预留，预计需返回大堂经通道换乘。

### 五期（江东河南南杨州线）
由于该路段仍在规划（预计2023年开工建设），且除了4号线预留的丰壤站，其他车站目前仍使用工程名，目前推测将会有如下换乘站：
- 一牌站（暂定名）：换乘京义中央线。京春线目前暂无此站，预计两线车站将同时建设。
- 王宿站（暂定名）：换乘京春线和首都圈广域急行铁路B线。京春线目前暂无此站，预计三线车站将同时建设。
- 丰壤站：换乘4号线。预留的4号线车站为高架车站，而9号线车站为地下车站，预计须经大堂通道换乘。

## 利用情况
9号线连接了首尔汉江以南的众多商业区和住宅区，且连接了金浦机场和首尔高速巴士客运站两大交通枢纽，因而客流不俗。然而，由于客流预测失败，9号线初期仅上线4节编组的列车，结果高峰期极其拥挤，最拥挤时，急行的盐仓-堂山的最大拥挤度达到了234%，被韓國媒體稱呼為「地獄鐵」（지옥철）。
后来9号线于2018年开通三期延伸段前夕将所有列车扩展为6节编组列车，拥挤度得到大幅度缓解。惟现时由于线路沿线继续发展，且换乘线路也随着线网发展而增加，运力矛盾再次凸现。对此，9号线计划增购8节编组的新车，并将所有列车扩编到8节编组以舒缓问题。
于2022年，9号线的最大拥挤度为195%，出现在急行列车的鹭梁津-铜雀区间。

## 使用車輛
- 首尔地铁9000系电力动车组

## 外部連結
-  首爾地下鐵建設本部：9號線建設
-  首爾地鐵9號線官方網站 （页面存档备份，存于）